# Orbassano
Orbassano là một đô thị ở tỉnh Torino trong vùng Piedmont, có vị trí cách khoảng 15 km về phía tây nam của Torino. Tại thời điểm ngày 31 tháng 12 năm 2004, đô thị này có dân số 21.667 người và diện tích là 22,1 km².
The most famous local is Sonia Gandhi, who was raised here, although she was actually born in Lusiana, near Vicenza.
Orbassano giáp các đô thị: Torino, Rivoli, Rivalta di Torino, Beinasco, Nichelino, Volvera, Candiolo, None.